# Petr Pála
Petr Pála (Praga, 2 ottobre 1975) è un allenatore di tennis ed ex tennista ceco.
È il figlio di František Pála, ex tennista cecoslovacco.

## Carriera
In carriera ha vinto 7 titoli di doppio. Nei tornei del Grande Slam ha ottenuto il suo miglior risultato raggiungendo la finale di doppio all'Open di Francia nel 2001, in coppia con il connazionale Pavel Vízner.
A fine 2007 è diventato allenatore della squadra ceca di Fed Cup.

## Statistiche

### Doppio

#### Vittorie (7)
| Numero | Anno            | Torneo                                              | Superficie  | Compagno        | Avversari in finale            | Punteggio       |
| 1.     | 27 maggio 2001  | Internationaler Raiffeisen Grand Prix, Sankt Pölten | Terra rossa | David Rikl      | Jaime Oncins Daniel Orsanic    | 6–3, 5–7, 7–5   |
| 2.     | 26 maggio 2002  | Internationaler Raiffeisen Grand Prix, Sankt Pölten | Terra rossa | David Rikl      | Mike Bryan Michael Hill        | 7–5, 6–4        |
| 3.     | 23 maggio 2004  | Internationaler Raiffeisen Grand Prix, Sankt Pölten | Terra rossa | Mariano Hood    | Tomáš Cibulec Leoš Friedl      | 3–6, 7–5, 6–4   |
| 4.     | 31 luglio 2005  | Croatia Open Umag, Umago                            | Terra rossa | Jiří Novák      | Michal Mertiňák David Škoch    | 6–3, 6–3        |
| 5.     | 9 gennaio 2006  | Chennai Open, Chennai                               | Cemento     | Michal Mertiňák | Prakash Amritraj Rohan Bopanna | 6-2, 7-5        |
| 6.     | 15 ottobre 2006 | Vienna Open, Vienna                                 | Cemento     | Pavel Vízner    | Julian Knowle Jürgen Melzer    | 6-4, 3-6, 12-10 |
| 7.     | 20 luglio 2008  | Croatia Open Umag, Umago                            | Terra rossa | Michal Mertiňák | Carlos Berlocq Fabio Fognini   | 2–6, 6–3, 10–5  |

### Doppio

#### Finali perse (10)
| Numero | Anno             | Torneo                                             | Superficie  | Compagno      | Avversari in finale           | Punteggio          |
| 1.     | 15 agosto 1999   | Internazionali di Tennis di San Marino, San Marino | Terra rossa | Pavel Vízner  | Lucas Arnold Ker Mariano Hood | 3-6, 2-6           |
| 2.     | 22 ottobre 2000  | Shanghai Open, Shanghai                            | Cemento     | Pavel Vízner  | Paul Haarhuis Sjeng Schalken  | 2-6, 6-3, 4-6      |
| 3.     | 26 novembre 2000 | Stockholm Open, Stoccolma                          | Cemento     | Pavel Vízner  | Mark Knowles Daniel Nestor    | 3-6, 2-6           |
| 4.     | 25 febbraio 2001 | ABN AMRO World Tennis Tournament, Rotterdam        | Cemento     | Pavel Vízner  | Jonas Björkman Roger Federer  | 3-6, 0-6           |
| 5.     | 10 giugno 2001   | Open di Francia, Parigi                            | Terra rossa | Pavel Vízner  | Leander Paes Mahesh Bhupathi  | 6-7, 3-6           |
| 6.     | 3 febbraio 2002  | ATP World Doubles Challenge Cup, Bangalore         | Cemento     | Pavel Vízner  | Ellis Ferreira Rick Leach     | 7-6, 6-7, 4-6, 4-6 |
| 7.     | 6 maggio 2002    | BMW Open, Monaco di Baviera                        | Terra rossa | Pavel Vízner  | Petr Luxa Radek Štěpánek      | 0-6, 7-6, 9-11     |
| 8.     | 25 agosto 2002   | TD Waterhouse Cup, Long Island                     | Cemento     | Pavel Vízner  | Mahesh Bhupathi Mike Bryan    | 3-6, 4-6           |
| 9.     | 13 giugno 2004   | Halle Open, Halle                                  | Erba        | Tomáš Cibulec | Leander Paes David Rikl       | 2-6, 5-7           |
| 10.    | 10 ottobre 2004  | Japan Open Tennis Championships, Tokyo             | Cemento     | Jiří Novák    | Jared Palmer Pavel Vízner     | 1-5, rit.          |